# Décès en 1202
Décès
- 1198
- 1199
- 1200
- 1201
- 1202
- 1203
- 1204
- 1205
- 1206

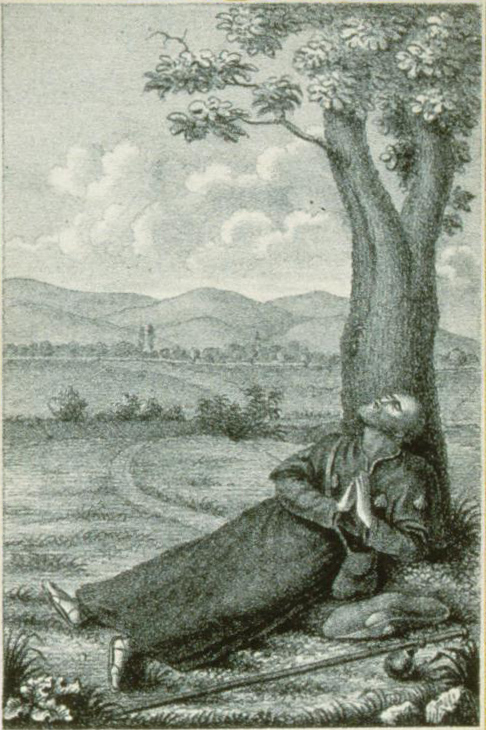
Ludan de Nordhouse, mort en 1202.

Cette page dresse une liste de personnalités mortes au cours de l'année 1202 :

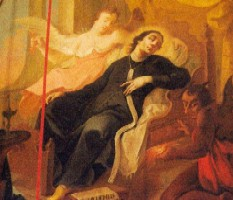
Guilhem VIII de Montpellier

- 9 janvier : Birger Brosa, Jarl de Suède.
- 12 janvier : Fujiwara no Tashi, Impératrice consort du Japon.
- 8/9 mars[1] : Sverre de Norvège,  roi de Norvège.
- 13 mars : Mieszko III le Vieux, duc de Pologne.
- 30 mars : Joachim de Flore, mystique italien (° v. 1130/1145), fondateur de la congrégation érémitique de Flore (1196).
- 7 mai : Hamelin de Warenne, baron anglo-normand de la cour des rois d'Angleterre Henri II, Richard Cœur de Lion et Jean, comte de Surrey et peut-être vicomte de Touraine.
- 20 juillet : Imbert d'Eyguières, chanoine puis sacriste d’Arles et archevêque d’Arles.
- 3 août : Constance de Portugal, ou Constance de Bourgogne et Barcelone ou Constance de Sánchez de Portugal, infante portugaise.
- 9 août : Jakuren, poète et moine bouddhiste japonais.
- 10 août : Ulrich II de Carinthie, ou Ulrich de Sponheim, duc de Carinthie.
- 7 septembre[2] : Guillaume aux Blanches Mains, cardinal français, archevêque de Reims (° 1135).
- 22 septembre : Milon de Marac, seigneur de Chaumont (Haute-Marne).
- 7 novembre : Minamoto no Michichika, noble et homme d'État japonais de la fin de l'époque de Heian et du début de l'époque de Kamakura.
- 9 novembre : Guilhelm VIII, dernier seigneur de Montpellier.
- 12 novembre : Knut VI de Danemark[3], roi de Danemark.
- 3 décembre : 
  - Myeongjong, 19e roi de Goryeo.
  - Konrad von Querfurt, évêque de Hildesheim et de Wurtzbourg ainsi que chancelier de deux rois.

- Alain de Lille, théologien.
- Bouchard IV de Vendôme, ou Bouchard IV de Preuilly, comte de Vendôme.
- Cathal Carrach Ua Conchobair, roi de Connacht.
- Guillaume de Chemillé, évêque d'Angers.
- Eugène de Sicile, amiral du royaume de Sicile.
- Fujiwara no Naritsune, kuge (courtisan japonais) de l'époque de Heian.
- Gauthier, évêque de Nevers.
- Geoffroy III du Perche, comte du Perche.
- Gregorio, cardinal italien.
- Guilhem VIII de Montpellier, seigneur de Montpellier.
- Guillaume aux Blanches Mains, ou Guillaume de Champagne, dit Guillaume de Blois, évêque de Chartres, archevêque de Sens, archevêque de Reims et premier duc et pair de Reims.
- Guillaume de Paris, noble français, chanoine séculier à Sainte Geneviève du Mont puis réforme de Suger.
- Inge Magnusson, prétendant à la couronne royale de Norvège et 1er roi des Bagler.
- Kojijū, poétesse et courtisane japonaise de la fin de l'époque de Heian.
- Ludan de Nordhouse, pèlerin venu d'Écosse.
- Markward d'Anweiler, maréchal de l'empire romain-germanique, margrave d'Ancône et duc de Romagne.
- Minamoto no Yoshishige, fondateur de la branche familiale Nitta du clan de samouraï Minamoto.
- Renaud Granier, seigneur de Sidon.
- Igor Sviatoslavitch, prince de Poutyvl, de Novhorod-Siverskyï et de Tchernigov.
- Guillaume de Tournebu (évêque de Coutances)
- Wang Tingyun, peintre chinois.
- Yuthok Yonten Gonpo, le jeune, lama et médecin important du Tibet.

## Crédit d'auteurs
- Cet article est partiellement ou en totalité issu de l'article intitulé « 1202 » (voir la liste des auteurs).